# Pfarrkirche Hirschegg (Steiermark)

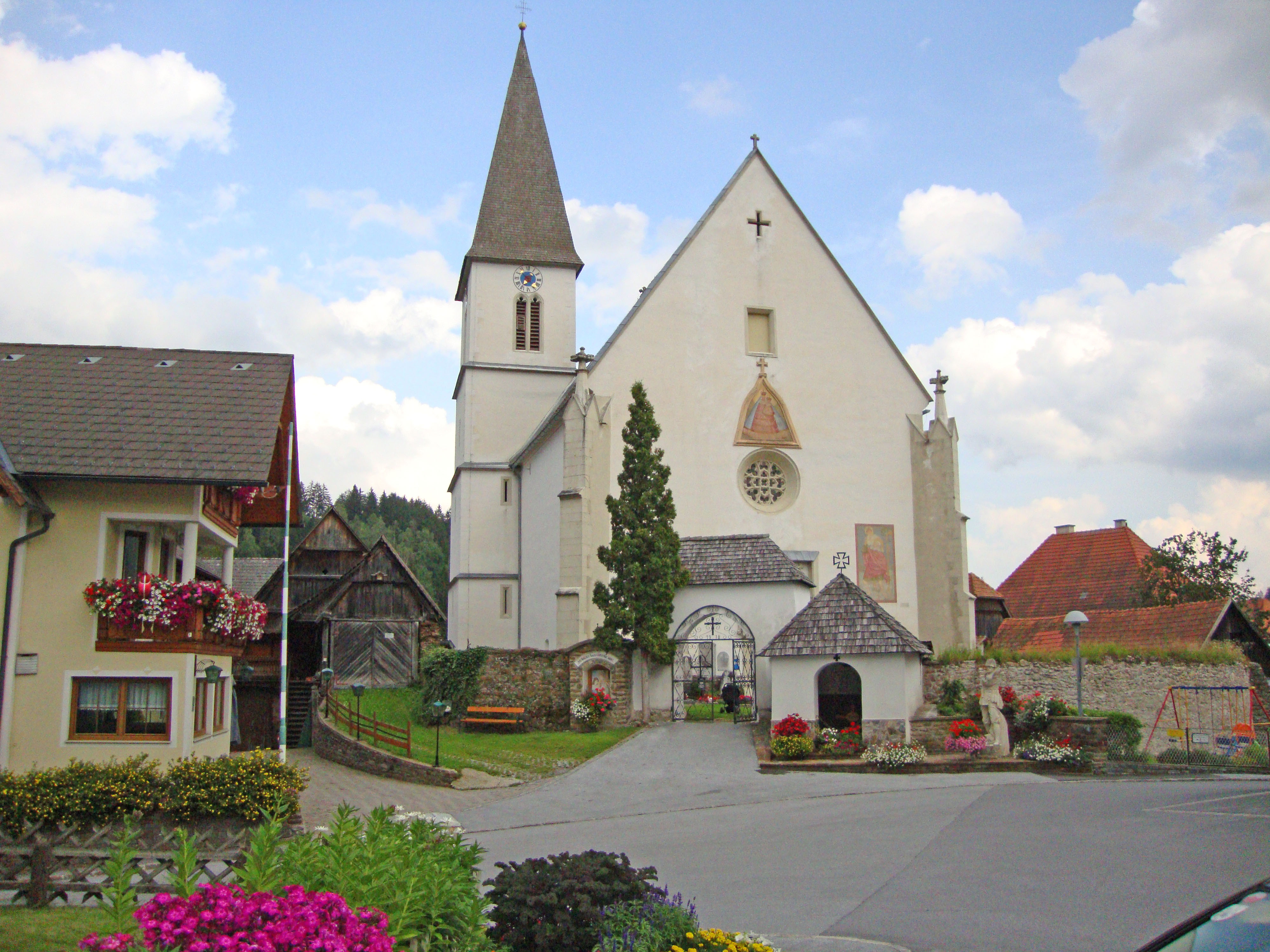
Pfarrkirche Hirschegg von Westen (August 2014)

Die römisch-katholische Pfarrkirche Mariä Namen ist eine  spätgotische Hallenkirche in der Gemeinde Hirschegg-Pack in der Steiermark.

## Geschichte
Die Kirche wurde erstmals 1245 urkundlich erwähnt und war bis 1686 dem Stift St. Lambrecht inkorporiert. Der heutige Kirchenbau wurde zwischen 1480 und 1490 errichtet. Ein im Jahr 1482 erwähnter Meister Ulrich war vermutlich der Hauptmeister des Baus. Eine Restaurierung der Außenseite fand 1955 statt.

## Beschreibung

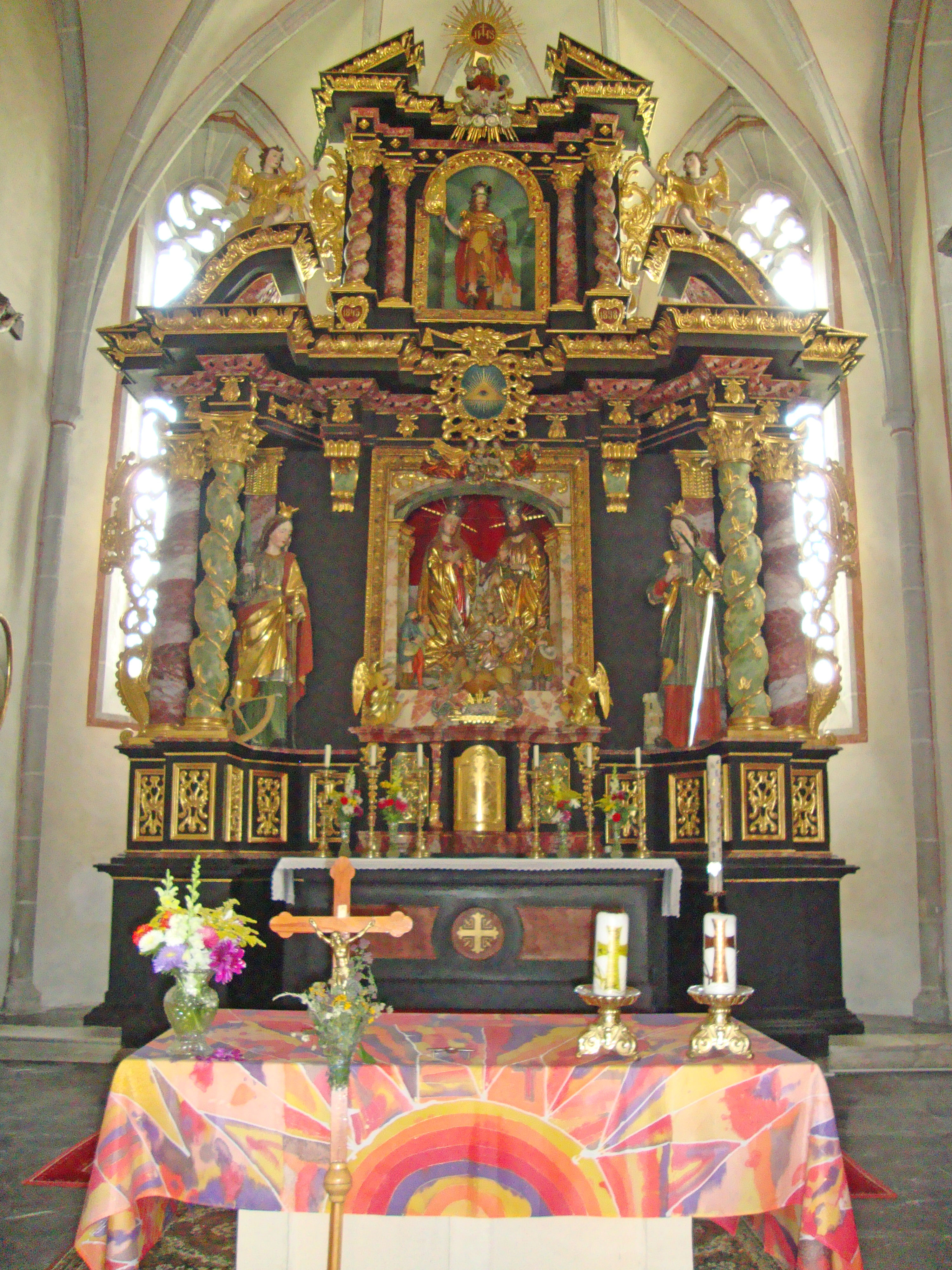
Der Hochaltar mit der Darstellung der Geburt Christi

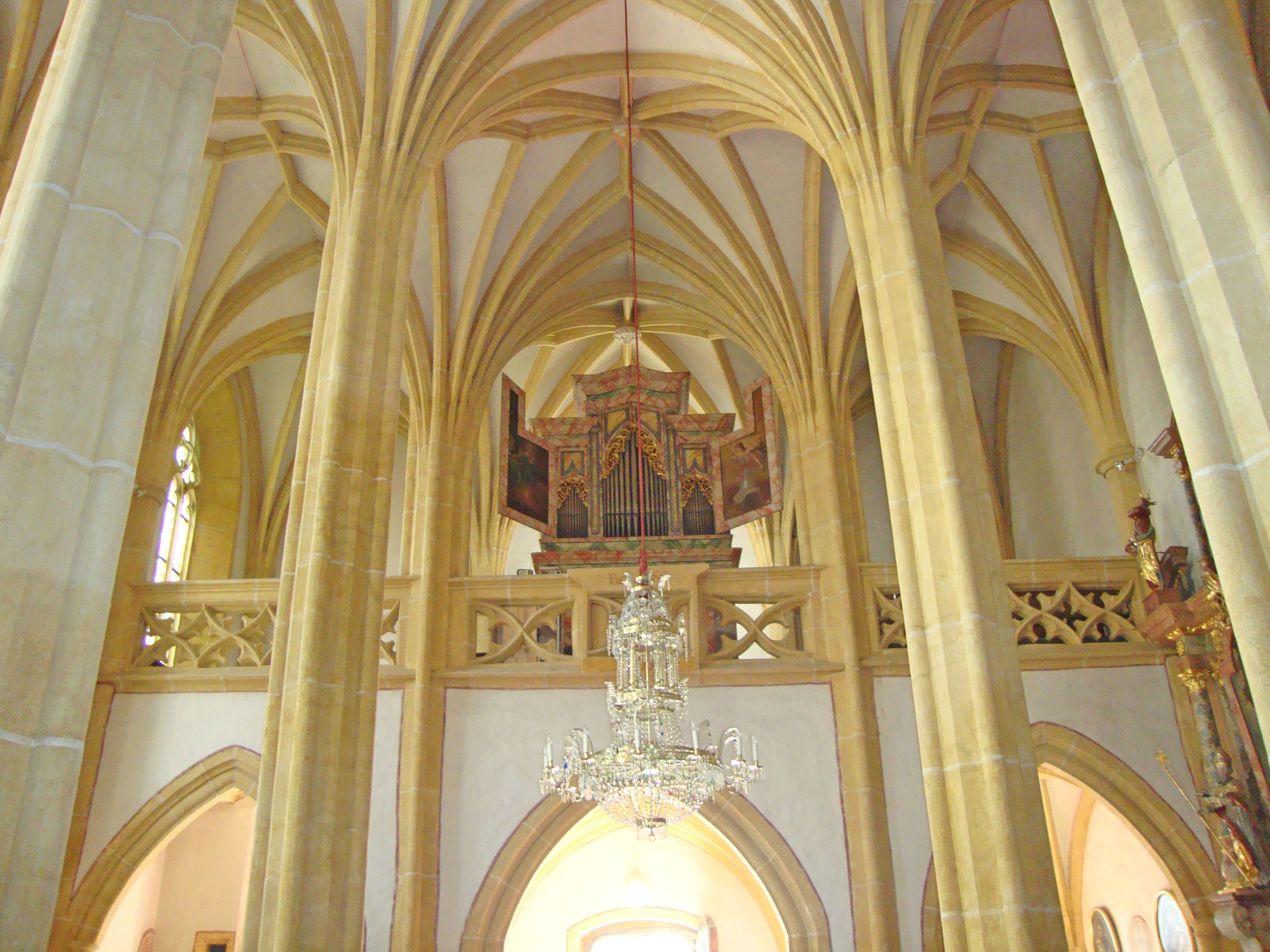
Blick auf die Orgel mit der Darstellung der Verkündigung des Herren

Die spätgotische Hallenkirche wird von einer Kirchhofmauer umgeben, welche von einem Tor im Westen durchbrochen wird. Der viergeschoßige Kirchturm ist an den nördlichen Chorwinkel angebaut und weist kräftige Kaffgesimse auf. Die Glockenstube des Turmes hat mit Dreipassbögen versehene Doppelfenster und beherbergt eine 1491 gegossene Glocke. Das Erdgeschoß des Turmes hat ein Tonnengewölbe. In die nordöstliche Ecke des Langhauses ist ein Treppenturm mit einem Kielbogentor eingestellt. In ihm befindet sich eine Spindeltreppe mit gedrehter Spindel, welche in den Kirchturm führt. An der Außenmauer des Chores befinden sich abgetreppte Strebepfeiler.
An der Westseite der Kirche befindet sich ein gestuftes, verstäbtes Kielbogenportal mit einem Tympanon sowie einem krabbenbesetzten und von einer Kreuzblume bekrönten Wimperg mit seitlichen Fialen. Das Tympanonfeld wird von zwei Statuen des Propheten Jesaja sowie des Erzengels Gabriel getragen. Um die Bogenzone des Portals wird ein kräftiges Kaffgesims mit zwei Tierkonsolen geführt. Direkt über dem Westportal befindet sich eine Fensterrose mit Maßwerk. Weiters findet man an der westlichen Fassade ein 1955 entstandenes Fresko des heiligen Christophorus der Künstlerin und Restauratorin Leopoldine Kerciku. An den Ecken der Westfassade befinden sich übereck gestellte, mehrfach abgetreppte und fialengekrönte Strebepfeiler. Im Süden der Kirche befindet sich ein gestuftes Spitzbogenportal mit einem Tympanon auf einem Schulterbogen ruhend.
Das dreischiffige und dreijochige Langhaus wird von einem Sternrippengewölbe überspannt, welches von schlanken Zwölfeckpfeilern mit je vier aufgelegten Runddiensten getragen wird. An den Wänden entwickeln sich die Dienste aus dem Zwölfeck. Im Mittelschiff weist das Gewölbe Schlusssteine auf. Der einjochige Chor hat einen Fünfachtelschluss und wird von einem auf Runddiensten sitzenden Netzrippengewölbe überwölbt. Wie im Langhaus, so weist auch das Chorgewölbe Schlusssteine auf. Der spitzbogige Fronbogen ist stark eingeschnürt. Die Empore befindet sich im westlichen Teil des Langhauses und erstreckt sich über alle drei Kirchenschiffe. Sie wird von einem Sternrippengewölbe getragen und hat eine durchbrochene Maßwerkbrüstung.
Im Mittelschiff findet man einen vorspringenden Erker mit einer Altarmensa. Die Kanzel wurde im dritten Viertel des 18. Jahrhunderts und die von Johann Georg Mitterreither geschaffene Orgel im Jahr 1734 aufgestellt. Auf den Flügeltüren der Orgel befindet sich eine gemalte Szene der Verkündigung des Herrn.
Der Hochaltar wurde im dritten Viertel des 17. Jahrhunderts aufgestellt und in den Jahren 1845, 1898 sowie 1973 restauriert. Die Mittelgruppe des Hochaltars zeigt die Geburt Christi. Eine Engelgruppe sowie die Statuen von Maria und Johannes im Altaraufsatz waren ursprünglich Teil eines spätgotischen Flügelaltars, der von der Werkstatt des Tiroler Bildhauers Hans Klocker geschaffen wurde. Die auf das Jahr 1503 datierten Flügel dieses Flügelaltars befinden sich heute im Diözesanmuseum Graz. Der linke Seitenaltar kann aufgrund einer Kennzeichnung an der Predella in das Jahr 1643 datiert werden. Er zeigt ein Bild der büßenden Maria Magdalena und trägt zwei weibliche Heiligenstatuen, welche Ende des 17. Jahrhunderts gefertigt wurden, sowie eine Statue des heiligen Sebastian, welche ursprünglich zum alten Flügelaltar gehörte. Der rechte Seitenaltar wurde etwas später als der linke Seitenaltar aufgestellt und später auch verändert. Er zeigt ein Bildnis der heiligen Anna, dessen Rahmen aus der Zeit um 1730 stammt. Der polygonale, gotische Taufstein hat eine aus dem Ende des 17. Jahrhunderts stammende Holzbekrönung.
In der gesamten Kirche findet man zwei- und dreibahnige Maßwerkfenster. Das südliche Chorfenster weist drei mit 1467 datierte Glasgemälde auf, welche das Wappen der Herrschaft Saurau, die Heiligen Christophorus und Dorothea sowie die Stifterin Dorothea Hierssegger zeigen. Der große Luster im Langhaus wurde in der ersten Hälfte des 19. Jahrhunderts gefertigt, während die barocken Kirchenstühle aus dem Anfang des 18. Jahrhunderts stammen.
Im Kircheninneren befinden sich mehrere barocke, in Ovalrahmen gefasste Apostelbilder aus dem dritten Viertel des 18. Jahrhunderts. An der Nordwand des Langhauses befinden sich Freskenreste, welche vermutlich aus dem 16. Jahrhundert stammen.